# جان داگلاس (معمار)
 جان داگلاس (انگلیسی: John Douglas؛ ۱۱ آوریل ۱۸۳۰ – ۲۳ مهٔ ۱۹۱۱ (۸۱ سال)) یک معمار بود.